# 前後町
前後町（ぜんごちょう）は、愛知県豊明市の地名。

## 地理
豊明市北西部に位置する。西は新栄町・名古屋市緑区、南は阿野町、北は間米町に接する。

### 字一覧
- 大代（おおじろ）[WEB 6]
- 大狭間（おおはざま）[WEB 6]
- 鎌ケ須（かまがす）[WEB 6]
- 五軒屋（ごけんや）[WEB 6]
- 仙人塚（せんにんづか）[WEB 6]
- 善江（ぜんえ）[WEB 6]
- 螺貝（ほらがい）[WEB 6]
- 三ツ谷（みつや）[WEB 6]
- 宮前（みやまえ）[WEB 6]
- 鎗ケ名（やりがな）[WEB 6]

## 歴史

### 町名の由来
この地はかつて｢桶狭間の戦い｣が行われた場所であり、多くの兵士が討ち取られ、前後に首が落ちていたことからこの名がつけられたと言われている。

### 人口の変遷
国勢調査による人口および世帯数の推移。
| 1995年（平成7年）  | 1708世帯 5090人 |  |
| 2000年（平成12年） | 1933世帯 5421人 |  |
| 2005年（平成17年） | 2132世帯 5474人 |  |
| 2010年（平成22年） | 2236世帯 5380人 |  |
| 2015年（平成27年） | 2441世帯 5633人 |  |
| 2020年（令和2年）  | 2533世帯 5507人 |  |

## 交通
- 国道1号
- 愛知県道237号新田名古屋線
- 名鉄名古屋本線前後駅

## 施設
- 三ッ谷公園集会所
- 豊明市立大宮小学校

### WEB
1. ↑  “愛知県豊明市の町丁・字一覧”.   人口統計ラボ. 2024年4月14日閲覧。
2. 1 2  総務省統計局 (2022年2月10日). “令和2年国勢調査の調査結果(e-Stat) - 男女別人口，外国人人口及び世帯数－町丁・字等” (CSV). 2023年8月2日閲覧。
3. ↑  “読み仮名データの促音・拗音を小書きで表記するもの(zip形式) 愛知県” (zip).   日本郵便 (2024年2月29日). 2024年3月26日閲覧。
4. ↑  “市外局番の一覧” (PDF).   総務省 (2022年3月1日). 2022年3月22日閲覧。
5. ↑  “ナンバープレートについて”.   一般社団法人愛知県自動車会議所. 2024年1月21日閲覧。
6. 1 2 3 4 5 6 7 8 9 10  “愛知県豊明市前後町の住所一覧”.   ゼンリン. 2024年11月16日閲覧。
7. ↑  総務省統計局 (2014年3月28日). “平成7年国勢調査の調査結果(e-Stat) - 男女別人口及び世帯数 －町丁・字等” (CSV). 2021年7月20日閲覧。
8. ↑  総務省統計局 (2014年5月30日). “平成12年国勢調査の調査結果(e-Stat) - 男女別人口及び世帯数 －町丁・字等” (CSV). 2021年7月20日閲覧。
9. ↑  総務省統計局 (2014年6月27日). “平成17年国勢調査の調査結果(e-Stat) - 男女別人口及び世帯数 －町丁・字等” (CSV). 2021年7月21日閲覧。
10. ↑  総務省統計局 (2012年1月20日). “平成22年国勢調査の調査結果(e-Stat) - 男女別人口及び世帯数 －町丁・字等” (CSV). 2021年7月21日閲覧。
11. ↑  総務省統計局 (2017年1月27日). “平成27年国勢調査の調査結果(e-Stat) - 男女別人口及び世帯数 －町丁・字等” (CSV). 2021年7月21日閲覧。

### 書籍
1. 1 2  「角川日本地名大辞典」編纂委員会 1989, p. 1744.
2. ↑  “Instagram”. www.instagram.com. 2025年5月20日閲覧。